# Gustav Nylin
Karl Gustav Vilhelm Nylin, född 18 december 1892 i London, död 6 augusti 1961 i Kungsholms församling i Stockholm, var en svensk läkare och medicinsk forskare.
Gustav Nylin var son till skomakarmästaren Fritiof Nylin och svärson till Oscar Björck. Efter studentexamen vid Uppsala högre allmänna läroverk 1913 blev han student vid Uppsala universitet och avlade medicine kandidatexamen 1917. Nylin hade flera kortare läkarförordnanden 1918–1922 och blev 1922 medicine licentiat. Han arbetade 1922–1930 som kommunalläkare i Spånga kommun, 1925–1930 som skolläkare i Spånga skoldistrikt och var 1928–1931 ledamot av hälsovårdsnämnden i Spånga. 1930 blev Nylin medicine doktor vid Karolinska Institutet efter att ha disputerat samma år på en avhandling om skolbarns tillväxt. Han arbetade 1931–1939 som amanuens och underläkare vid Serafimerlasarettets medicinska klinik, var 1933–1939 föreståndare för fysiologiska laboratoriet där samt blev 1935 docent och 1936 biträdande lärare i medicin vid Karolinska Institutet. Nylin blev 1939 överläkare vid Sabbatsbergs sjukhus och var 1946–1958 överläkare vid Södersjukhuset, där han 1958 blev föreståndare för Isotopsforskningslaboratoriet. Han erhöll 1946 professors namn.